# 逸見智彦
逸見 智彦（へんみ ともひこ、1971年11月27日 - ）は、日本のバレエダンサーである。

## 経歴
東京都生まれ。1977年からバレエを始め、今村博明、川口ゆり子に師事する。第14期AMステューデンツ、橘バレヱ学校を経て、1990年、牧阿佐美バレヱ団に入団する。
牧阿佐美バレヱ団で主役級の役柄を多く務める他、1997年からは新国立劇場バレエ団でも活躍し、2009年からは登録ダンサー（オノラブル・ダンサー（名誉ダンサー））の地位にある。牧阿佐美バレヱ団が2006年に初演した高円宮憲仁親王の追悼作品『ア・ビアント』では、ロバート・テューズリーとのダブルキャストで主人公「リヤム」役を務めた。川口と今村博明が主宰するバレエ シャンブルウエストでも、ソリストとして出演している。
2008年には、『ちゃれんじ☆ケロロ』の『超短編・白鳥の湖』の振付及びバレエ指導を手がけた。

## レパートリー
- 『白鳥の湖』（王子、パ・ド・トロワ、スペイン）
- 『眠れる森の美女』（王子、ブルーバード）
- 『くるみ割り人形』（王子）
- 『ライモンダ』（ジャン・ド・ブリエンヌ）
- 『ドン・キホーテ』（バジル）
- 『ラ・フィユ・マル・ガルデ』（コーラス）
- 『三銃士』（アラミス、バッキンガム公爵）
- 『梵鐘の聲（新国立劇場開場記念作品）』（源義経）
- 『ノートルダム・ド・パリ』（カジモド、ファビュス）
- 『デューク・エリントン・バレエ』

## 出演

### テレビ
- 『華麗なるバレエの世界』（2001年、NHK-BS2）

## 受賞歴
- 1990年：東京新聞全国舞踊コンクール・シニアの部第2位
- 2006年：第32回橘秋子賞優秀賞
- 2008年：第24回服部智恵子賞[6]